# Декстроморамид
Декстроморамид - синтетический опиоидный анальгетик примерно в три раза более мощный, чем морфин, но с меньшей продолжительностью действия. В настоящее время легально продается только в Нидерландах.

## История
Открыт и запатентован в 1956 году доктором Полем Янссеном, который также синтезировал фентанил.  
В начале 1960-х годов вместе с кетобемидоном и рядом других синтетических препаратов выделен Организацией Объединенных Наций и Европейским Союзом как "чрезвычайно опасные" в начале 1960-х годов, утверждалось, что препарат в эквивалентных дозах вызывает в три раза более сильную эйфорию чем героин.

## Медицинское применение
Основным преимуществом препарата является быстрое начало действия при приеме внутрь и высокая биодоступность, что означает что пероральный приём почти настолько же эффективен, как инъекции. Он также имеет относительно низкую способность вызывать запор, который является частым побочным эффектом опиоидных анальгетиков, применяемых в онкологии. Толерантность к анальгезирующему действие развивается относительно медленно по сравнению с большинством других быстродействующих опиоидов.
В Великобритании препарат имеет основное патентованное название Palfium, но по состоянию на середину 2004 году он был снят с производства в Великобритании в связи с ограничением поставок химических веществ-прекурсоров. 